# Sedum clavatum
 (octobre 2022).
Espèce
Sedum clavatum est une espèce de plantes succulentes de la famille des Crassulacées originaire du Mexique.